# 서울 칠보사 목조석가여래좌상
서울 칠보사 목조석가여래좌상(서울 七寶寺 木造釋迦如來坐像)은 1622년(광해군 14) 광해군 정비 장열왕후(章烈王后)가 왕족들과 친정부모의 천도를 목적으로 발원해 왕실 원찰(願刹)인 자수사(慈壽寺)와 인수사(仁壽寺)에 봉안한 11존(尊) 불상 중 하나로 추정된다. 2018년 10월 30일 대한민국의 보물 제2004호로 지정되었다.

## 개요
‘서울 칠보사 목조석가여래좌상’은 1622년(광해군 14) 광해군 정비 장열왕후(章烈王后)가 왕족들과 친정부모의 천도를 목적으로 발원해 왕실 원찰(願刹)인 자수사(慈壽寺)와 인수사(仁壽寺)에 봉안한 11존(尊) 불상 중 하나로 추정된다.
『칠보사연혁(七寶寺沿革)』에 따르면 이 석가여래좌상은 서울 지장암 목조비로자나불상(보물 제1621호)과 함께 경기도 광주의 법륜사(法輪寺)에 봉안되었던 것인데, 20세기 초 비로자나불상은 지장암으로, 석가여래좌상은 서울 칠보사로 각각 이안(移安) 되었다고 한다. 법륜사는 영창대군의 원찰로 1661년(현종 2) 현종의 폐불정책에 의해 자수․인수사가 폐사되자 두 불상을 봉안한 사찰이다.
자수사와 인수사에 봉안된 것으로 보이는 이 석가여래좌상은 17세기 대표적 조각승 현진(玄眞)과 수연(守衍), 응원(應元), 인균(印均) 등 당대 유명 조각승들이 합작해 만든 작품으로, 조각승들의 특징이 복합적으로 반영된 불상이다. 머리와 상반신을 앞으로 약간 숙인 자세에 오른손은 땅을 가리키고 왼손은 다리 위에 둔 항마촉지인(降魔觸地印)을 한 모습이다. 상반신은 허리가 짧고 어깨가 넓은 반면 하반신은 다리가 높아 현진 특유의 조각 경향이 느껴진다. 반면 턱을 수평으로 깎은 네모진 얼굴에 양 볼이 볼록하게 양감이 살아 있으며, 작고 가는 눈에 오똑한 코, 미소가 있는 작은 입 등 단정하고 인자해 보이는 인상은 수연의 작품의 연상시킨다.
조성배경과 조각양식에 있어 칠보사 석가여래좌상은 ‘보물 제1621호 서울 지장암 목조비로자나불좌상’과 거의 상통한다. 두 상 모두 중량감 넘치는 비례와 형태미가 특징이며 중후한 기풍과 위엄, 무게감을 두루 갖추었다. 기법이 화려하지 않고 비교적 간결하지만 힘이 넘치며 17세기 전반 불상 중에서 수준 높은 작품성을 보여준다는 점에서 예술적 가치가 월등히 뛰어난 작품이다.

## 같이 보기
- 서울 지장암 목조비로자나불좌상 - 보물 제1621호

## 참고 자료
- 서울 칠보사 목조석가여래좌상 - 국가유산청 국가유산포털